# Éles Sándor
Éles Sándor József (Tatabánya, 1936. június 15. – Kilburn, 2002. szeptember 10.) magyar színész.

## Életpályája
A második világháború alatt árva lett, és Angliába emigrált az 1956-os magyar forradalom során. Színészi pályafutását a színpadon kezdte, és számos televíziós szerepben szerepelt, zömében az ITV-nél. Ezek közé tartozott az ITC-sorozat Danger Man (1966), The Baron (1966-1967), Az Angyal kalandjai (1965-1968), Timeslip (1970) és a Jason King (1972).
Megjelent a BBC gyerekprogramjában, mint mesélő, a Jackanory tíz epizódjában 1970–1972 között, és szerepelt a The Avengers (1964-1967), a szakemberek, Upstairs, Downstairs (1973) filmekben. Gyakran általános "külföldi" szerepekben (diplomata, pincér, írnok) játszott, leggyakrabban franciákat alakított. 1977. január 10-én lett brit állampolgár.
Az egyik legemlékezetesebb filmszerepe a titokzatos Paul volt az …és hamarosan a sötétség című thrillerben (1970). Fontos szerepei voltak a Drakula grófnő (1971) és a The Evil of Frankenstein (1964) filmekben is, valamint négy éven át (1982-1985) az 1980-as években szerepelt a ravasz étteremvezető Paul Ross szerepében a Crossroads című brit tévés szappanoperában.
1996-ban visszatért a kultúrához, narrátorként szerepelt a Bartók-operában, A kékszakállú herceg várában.
2002. szeptember 10-én, Londonban, Kilburnben hunyt el 66 éves korában, nyilvánvalóan szívrohamban.

## Filmjei
- The Evil of Frankenstein (1964)
- Monitor (1964)
- Monte Cristo grófja (1964)
- The Avengers (1964-1967)
- Az Angyal kalandjai (1965-1968)
- Danger Man (1966)
- The Baron (1966-1967)
- Különleges ügyosztály (1969)
- Levél a Kremlbe (1970)
- …és hamarosan a sötétség (1970)
- Timeslip (1970)
- Jackanory (1970-1972)
- Drakula grófnő (1971)
- Jason King (1972)
- Skorpió (1973)
- Új Scotland Yard (1973)
- Upstairs, Downstairs (1973)
- Omnibus (1974)
- Szerelem és halál (1975)
- A görög mágnás (1978)
- Crossroads (1982-1985)
- Sherlock Holmes és a primadonna (1991)
- Túlélni Picassót (1996)

## Fordítás
- Ez a szócikk részben vagy egészben  a   Sandor Elès című angol Wikipédia-szócikk ezen változatának fordításán alapul.  Az eredeti cikk szerkesztőit annak laptörténete sorolja fel. Ez a jelzés csupán a megfogalmazás eredetét és a szerzői jogokat jelzi, nem szolgál a cikkben szereplő információk forrásmegjelöléseként.